# 雪椰
《雪椰》是颜开的长篇科幻漫画作品。1994年起开始在《画书大王》上连载，因中国大陆早期漫画刊物才刚刚起步，经营得并不稳定，时常停刊，后来相继转移到《三优画王》《科普画王》《金虹画集》《科幻世界画刊》上继续连载。1996年作为中国大陆第一本漫画单行本出版发行，平均每本发行量超过50万册，造就了中国大陆漫画界发行纪录。至今为止仍没有结束，目前处于休载状态。

## 内容梗概
邹源是个普通的高中生，因父母在外地工作，一人独居，过着平静的生活。一天，他突然收到一个极大的邮包，邮包里竟装着水晶柜，柜中赫然躺着一个美丽的女孩！这个美丽的女孩叫雪椰，她来自未来的地球。公元2398年的地球是个因核战而被污染的世界。核战中幸存下来的人们都居住在老科学家雪椰爷爷建起的地下城内，重建了家园。可是，一伙逃出流放星监狱的罪犯出现了。他们妄图统治地下城并夺取雪椰爷爷发明的时空器，打算通过它在时空间任意肆虐。为了消灭这伙罪犯，拯救地下城，雪椰带着爷爷嘱托的使命穿梭时空前往2014年，寻求一位名叫“邹源”的科学家的帮助。但是由于时空器发生故障使她误落到1994年，被寄到了15岁的邹源家中。更糟的是，好几个流放星的罪犯也追踪雪椰而来。至此，邹源和他的同学好友们为了保护雪椰，开始与她并肩对抗罪犯们……

## 人物介绍
- 雪椰--本作女主角。生于2381年，紫发紫眼，拥有神秘的灵能力。在2390年地球东部URC地区的一次小规模区域战争中不幸父母双亡，随后被科学家穆亚发现并收养，成为穆亚的孙女。在未来地下城中担任护士，也是孩子们的守护者。
- 邹源--本作男主角。一个20世纪末极普通的高中生，呆头呆脑，虽然很多方面暂时不算特别具有才华 (比如电子游戏和学习) ，但是心地善良，而且是穆亚寄托了所有希望的人。因父母在外地工作，独自一人生活。空余时时常会作画 (包括对女孩子的裸体素描)。
- 魔达--流放星逃犯之一。曾受雪椰照顾，并深深被她的气质所吸引。在追捕雪椰的过程中，弃暗投明，给予雪椰和邹源很大帮助。表面上装得冷酷残暴, 实际上是个敏感善良具有爱心的家伙。
- 周亚--邹源的同学兼好友。在班主任孙怡然的帮助下，由过去的问题儿童变成了优秀学生。属军师级人物，在雪椰和邹源的逃亡过程中起了很大作用。
- 张澳--邹源的同学兼好友。对好友姚波的死深感痛心。在逃亡过程中担当雪椰和邹源的保镖。
- 梭伦--流放星逃犯的首领。同样拥有灵能力，而且诡计多端，心狠手辣。
- 门罗--流放星逃犯之一。凶狠残暴，但头脑简单。自称是魔达的父亲。
- 舞汐--流放星逃犯之一。经常欺负魔达，但背地里也给他提供很大帮助。
- 晨晨--邹源邻居家的小孩。非常喜欢雪椰，时常来找她玩儿。
- 穆亚--老科学家。未来世界地下城的建造者，时空器的发明者。心地善良，智慧过人。
- 孙怡然--邹源及其同学的班主任。
- 潇伊--邹源的同学兼好友。经常拿邹源开心。
- 姚波--邹源的同学兼好友。也是张澳最好的朋友。被门罗杀害。
- 杰罗--未来地下城的护卫队长。
- 奈丽--未来地下城的护士。
- 弦儿、英子--未来地下城的孩子。青梅竹马，形影不离。被门罗残忍杀害。

## 每话标题
- 第1话-奇异的邮包
- 第2话-午夜十二点
- 第3话-失忆的来客
- 第4话-上街去
- 第5话-阿雪失踪了
- 第6话-“情敌”出现了
- 第7话-斗士对弈
- 第8话-女孩的眼泪
- 第9话-邹源出事了
- 第10话-不安的预感
- 第11话-噩梦开始
- 第12话-来者不善
- 第13话-逃出“卡琪克”
- 第14话-“我是恶魔”
- 第15话-恶魔袭来
- 第16话-末世纪的野心
- 第17话-微弱的抵抗
- 第18话-赌注与希望
- 第19话-阿雪归来
- 第20话-二十年的误差
- 第21话-时空器程式
- 第22话-独自冒险
- 第23话-血的恐怖
- 第24话-痛失好友
- 第25话-血腥恐吓
- 第26话-勇气与力量
- 第27话-爆发！
- 第28话-分兵两路
- 第29话-光华列车
- 第30话-周亚的冒险
- 第31话-灵人类
- 第32话-后事
- 第33话-阿雪的嘱托
- 第34话-初次交手
- 第35话-小计谋
- 第36话-说出真相
- 第37话-车进青岭（科幻世界画报，1999年6月号）
- 第38话-周亚来了（科幻世界画报，1999年7月号）
- 第39话-死而复活（科幻世界画报，1999年8月号）
- 第40话-漩涡里的来客（科幻世界画报，1999年9月号）
- 第41话-突然而至的杀气（科幻世界画报，1999年12月号）
- 第42话-一瞬间（科幻世界画报，2000年1月号）
- 第43话-精神与体力（科幻世界画报，2000年3月号）
- 第44话-魔达的秘密（科幻世界画报，2000年6月号）
- （待续）

## 单行本
- 单行本第1卷（中国大陆，简体中文）
  - 中国连环画出版社，ISBN 7-5061-0709-0，定价人民币6.90元
- 单行本第2卷（中国大陆，简体中文）
  - 中国连环画出版社，ISBN 7-5061-0706-6，定价人民币6.90元
- 单行本第3卷（中国大陆，简体中文）
  - 中国连环画出版社，ISBN 7-5061-0728-7，定价人民币6.90元
- 单行本第4卷（中国大陆，简体中文）
  - 1997年4月，中国连环画出版社，ISBN 7-5061-0774-0，定价人民币6.90元
  - 收录第19～23话
- 单行本第5卷（中国大陆，简体中文）
  - 1998年3月，中国连环画出版社，ISBN 7-5061-0836-4，定价人民币6.90元
  - 收录第24～28话，同时收录《颜开日记》第2话
- 单行本第6卷（中国大陆，简体中文）
  - 1998年11月，中国连环画出版社，ISBN 7-5061-0870-4，定价人民币6.90元
  - 收录第29～34话
- 单行本第7卷（中国大陆，简体中文）
  - 1999年9月，连环画出版社，ISBN 7-5056-0292-6，定价人民币6.90元
  - 收录第35～39话，同时收录《颜开日记》第3话
- 单行本第8卷（中国大陆，简体中文）
  - 2000年11月，连环画出版社，ISBN 7-5056-0313-2，定价人民币6.90元
  - 收录第40～44话，同时收录《颜开日记》第4话
- 单行本第1卷（台湾，繁体中文）
  - 2003年10月10日，狂龍國際出版有限公司，定价新台币100元。
- 单行本第2卷（台湾，繁体中文）
  - 2003年12月15日，狂龍國際出版有限公司，定价新台币100元。
- 单行本第3卷（台湾，繁体中文）
  - 2004年3月30日，狂龍國際出版有限公司，定价新台币100元。